# Chefen fru Ingeborg (TV-serie)
Chefen fru Ingeborg är en svensk miniserie i fyra avsnitt à 60 minuter från 1993 i regi av Bernt Callenbo. Serien skrevs av Ulla Isaksson baserat på romanen  Chefen fru Ingeborg som gavs ut 1924 av Hjalmar Bergman. Titelrollen spelades av Mona Malm.

## Handling
Den medelålders änkan Ingeborg Balzar driver det stora modehuset Balzar i 1920-talets Stockholm. Hon håller på att överföra firman till sonen Kurt, vilket får henne att känna sig överflödig. När sedan dottern förlovar sig med den unge löjtnanten Louis de Lorche (från den numera ruinerade ätten de Lorche från Bergmans Markurells i Wadköping), blir ensamheten för stor och hon låter sig bli förförd av dotterns fästman. Med tiden blir Ingeborg ohjälpligt kär i sin egen svärson....

## Rollistan (i urval)
- Mona Malm - Ingeborg Balzar
- Anders Ekborg - Kurt Balzar
- Anna Björk - Sussi Balzar
- Jane Friedmann - Elsa de Lorche
- Björn Kjellman - löjtnant Louis de Lorche
- Jessica Zandén-Carlström - Julia Koerner
- Claes Thelander - herr Andersson
- Barbro Kollberg - Marie
- Börje Ahlstedt - Larzon
- Per Burell - kravattmannen
- Bengt Schött - en expedit
- Nicola Lepre - Bonanno
- Robert Gustafsson - bokhållaren
- Anna Ulrica Ericsson - Anna Lovisa